# Kap Kemp
Kap Kemp ist der südwestliche Ausläufer der Doumer-Insel im westantarktischen Palmer-Archipel. Das Kap markiert östlich die südliche Einfahrt von der Bismarck-Straße in den Neumayer-Kanal sowie die nordwestliche Begrenzung der Einfahrt zur South Bay.
Teilnehmer der Vierten Französischen Antarktisexpedition (1903–1905) unter der Leitung des Polarforschers Jean-Baptiste Charcot kartierten sie erstmals. Im Zuge von im Jahr 1927 durchgeführten Vermessungen zahlreicher Inseln des Palmer-Archipels bei den britischen Discovery Investigations erfolgte die Benennung dieses Kaps. Namensgeber ist der britische Meeresbiologe und Ozeanograph Stanley Wells Kemp (1882–1945), leitender Wissenschaftler der britischen Discovery Investigations von 1924 bis 1936.